# Андрей Александер
Андрей Александер — русско-немецкий художник, фотохудожник, фотограф, режиссёр, актёр.

## Биография
Андрей Александер родился в военном гарнизоне рядом с поселением Князе-Волконское Хабаровского края, названном в честь сосланных в Сибирь Декабристов.
В молодой семье из Санкт-Петербурга (в то время — Ленинград) любили музыку, поэзию, играли на музыкальных инструментах. Поэтому любовь и тяга к искусству будущего артиста и художника можно назвать врождённой.
Тем не менее, первое высшее образование, полученное в техническом институте Хабаровска было математическим. Педагоги прочили студенту большие успехи в науке, но любовь к театру взяла верх. Искусство пантомимы, которым Александер увлёкся ещё в школьном театре, привело его в Хабаровскую филармонию.
После участия во Всесоюзном Конкурсе артистов эстрады Александера пригласили работать в Московский театр пантомимы (гастрольный театр при Росконцерте), основанный Борисом Амарантовым, звездой российской эстрады и цирка.
В 1981 году Александер поступил в ГИТИС и в 1986 году окончил его по специальности режиссёр музыкального театра.
Настоящую силу пантомимы Александер впервые познал, участвуя в конкурсе молодых исполнителей в Болгарии. Там, на Золотых песках в Международном Молодёжном Центре «Приморско», встретились артисты из Европы, Америки, Африки. Разделения по жанрам не было. Певцы соревновались с танцорами, иллюзионистами, комиками… Первое место присудили номеру 6. Страну исполнителей (таковы правила) не знало даже жюри конкурса. Под этим номером выступал Андрей Александер. Только когда он поднялся на сцену получить награду, в зале вспыхнули оглушительные аплодисменты. Дело в том, что Александер показал не просто смешную пантомиму, а сатиру на ситуацию на Золотых песках, не сказав при этом ни слова. Но три с половиной тысячи зрителей в зале поняли его и без слов. В то время Александер даже не подозревал, что будет в течение многих лет представлять Россию на международных конкурсах, объедет более 70 стран, будет награждён престижными наградами.
Андрей Александер заявил себя также как фотограф и автор книг. Его статьи, иллюстрированные собственными фотографиями поместили на своих страницах журналы «GEO», «Beauty», «Dolce Vita», «Boot», «Чудеса и приключения», «Журнал ПОэтов» и др.
В начале третьего тысячелетия Александер познакомился на Таити с легендарным немецким путешественником Ролло Гебхардом, трижды в одиночку обогнувшим земной шар. В 2010 году Ролло пригласил россиянина принять участие в экспедиции на его яхте «Сольвейг» по маршруту Гамбург — Хельсинки — Петербург — Москва — Таганрог — Крым — Стамбул. В экспедиции приняла участие также супруга Ролло — Ангелика Гебхард, в авторстве с которой Александер выпустил три книги, иллюстрированные его снимками и фильм по заказу немецкого телевидения Bayerischer Rundfunk «Zauber der Wolga» в семи частях.
Далее артист и режиссёр пантомимы обратился к своей мечте восстановить фриз Пергамского алтаря.
«Это гигантская пантомима, высеченная из камня» — прокомментировал Александер своё решение. Так начался проект Pergamon. Андрей Александер работал с актёрами, спортсменами атлетического телосложения над созданием «живых» скульптурных композиций, которые были запечатлены фотокамерой и затем с помощью специальной техники, перенесены на полотно.
Первым успехом нового начинания можно считать выпуск в 2010 году календаря «Pergamon Fantasy», который завоевал на международном конкурсе календарей в немецком городе Штутгарт — в острой борьбе с 1313 конкурентами — Серебряную медаль.
В 2013 году презентация фриза алтаря в реконструкции Андрея Александера состоялась в знаменитом Греческом зале Государственного Музея Изящных Искусств им. А. С. Пушкина. С этого времени проект «Pergamon» шагает по планете, неся людям красоту греческого античного искусства, не виданную людьми с момента разрушения Пергамского алтаря в первом веке после Р. Х. 
Открытие выставки сопровождается представлением, своеобразным музыкальным театром, который сопровождается оригинальными световыми эффектами.
В 2015 году турецкий дипломат и Чрезвычайный и Полномочный Посол Турецкой Республики в России Умит Ярдым дал интервью на презентации мультимедийного проекта Андрей Александера «Тёмная сторона Пергамского алтаря», проходившем в музее архитектуры имени А. В. Щусева.

## Галерея

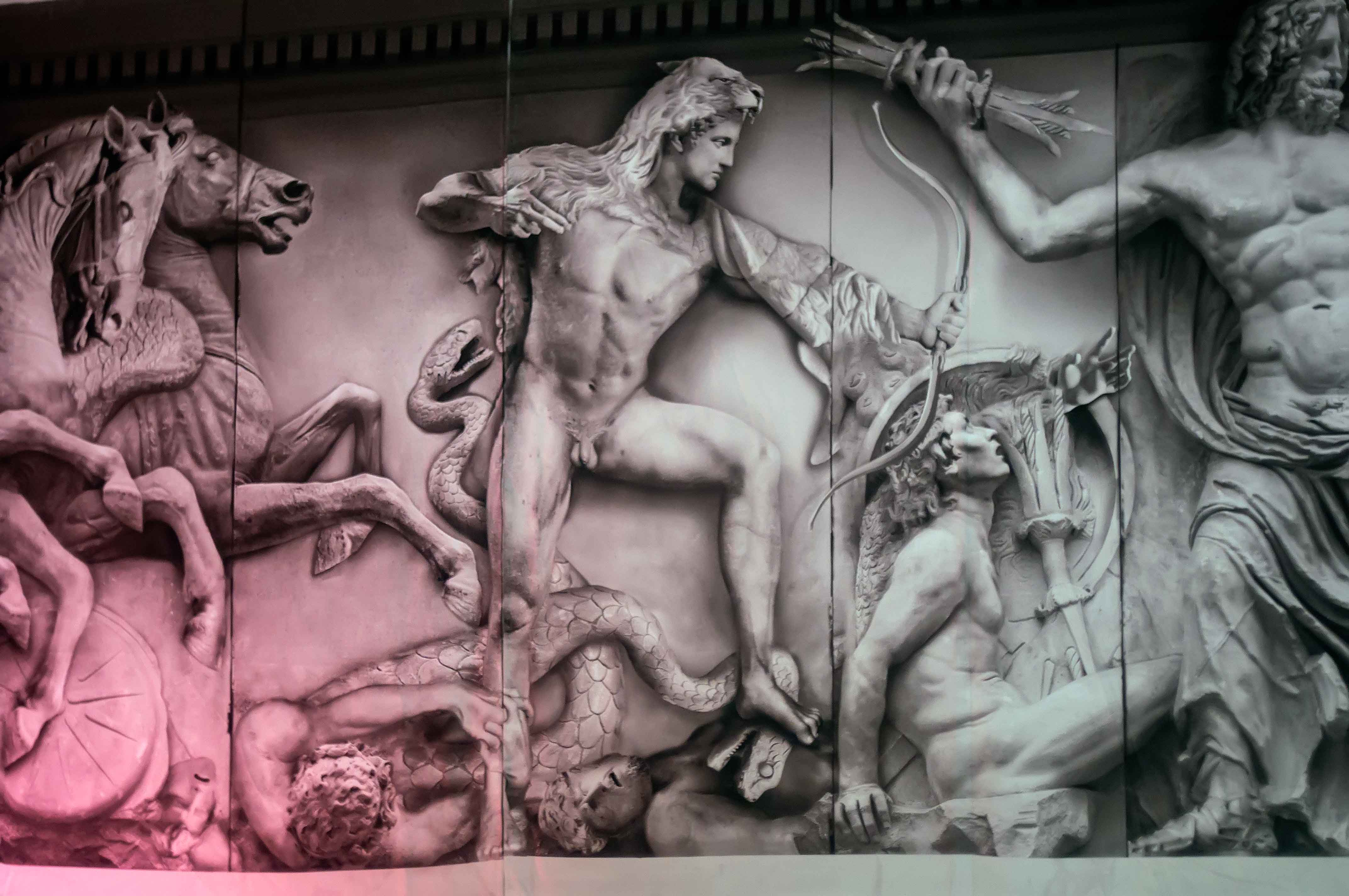
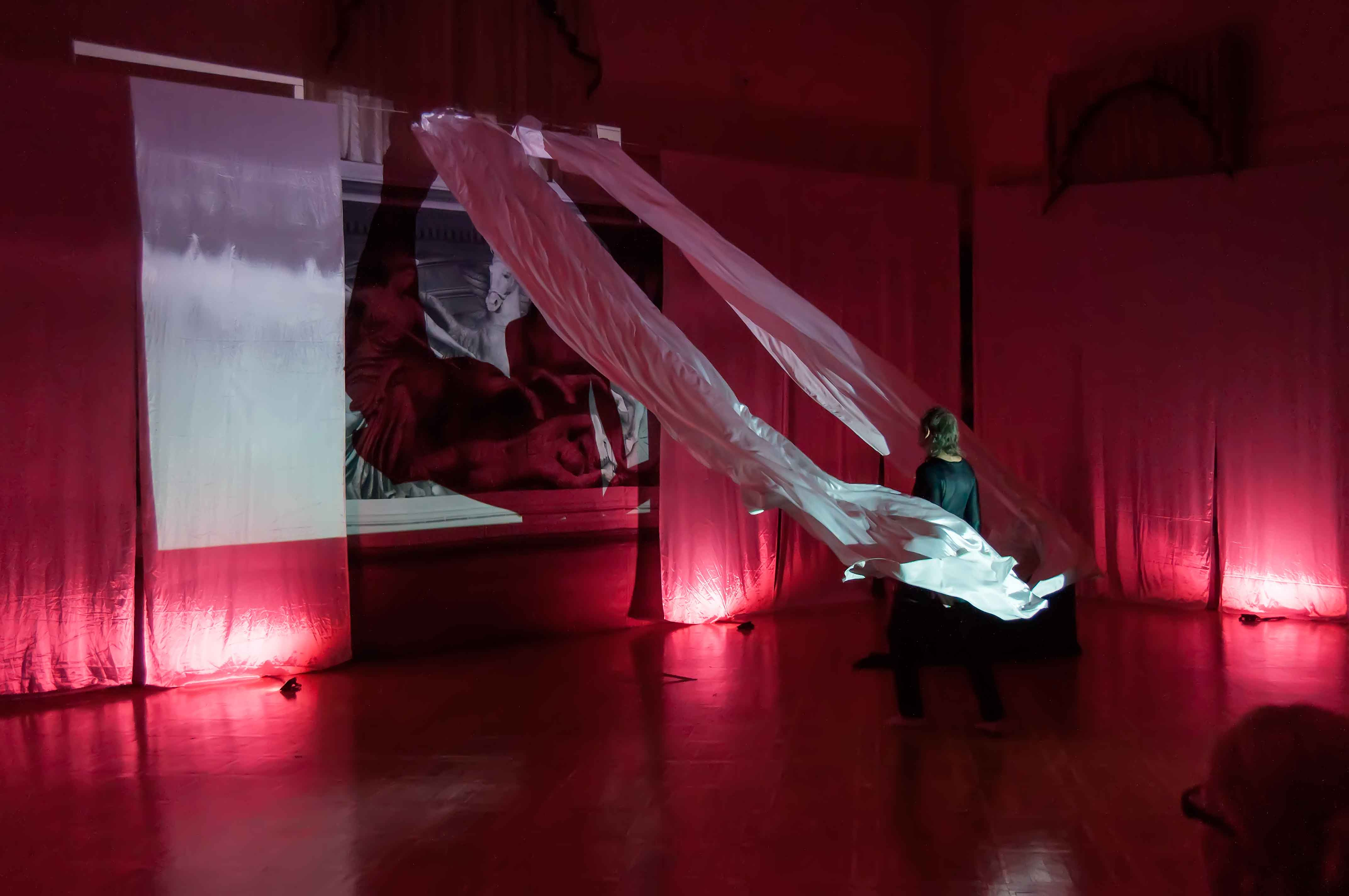
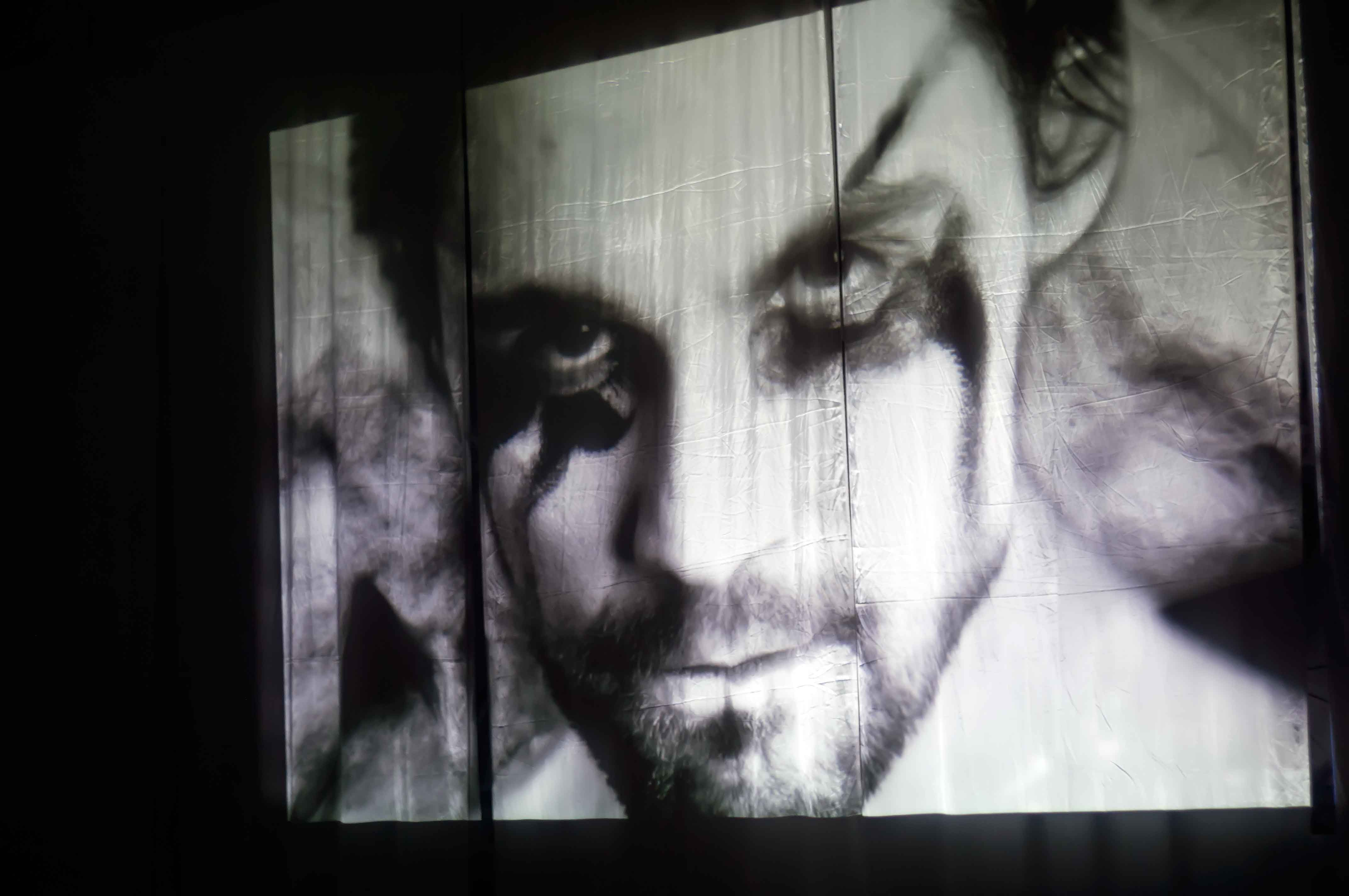
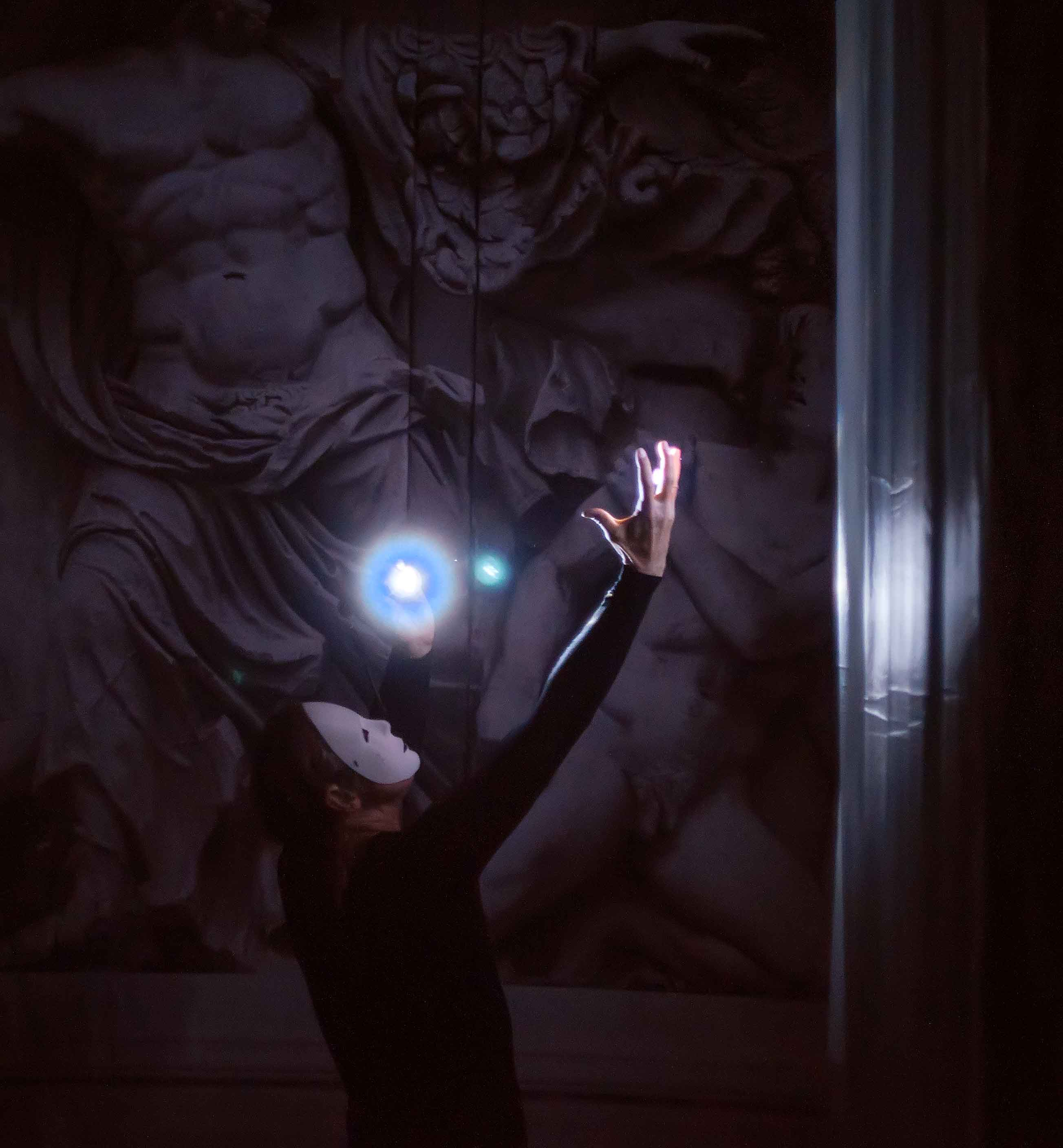
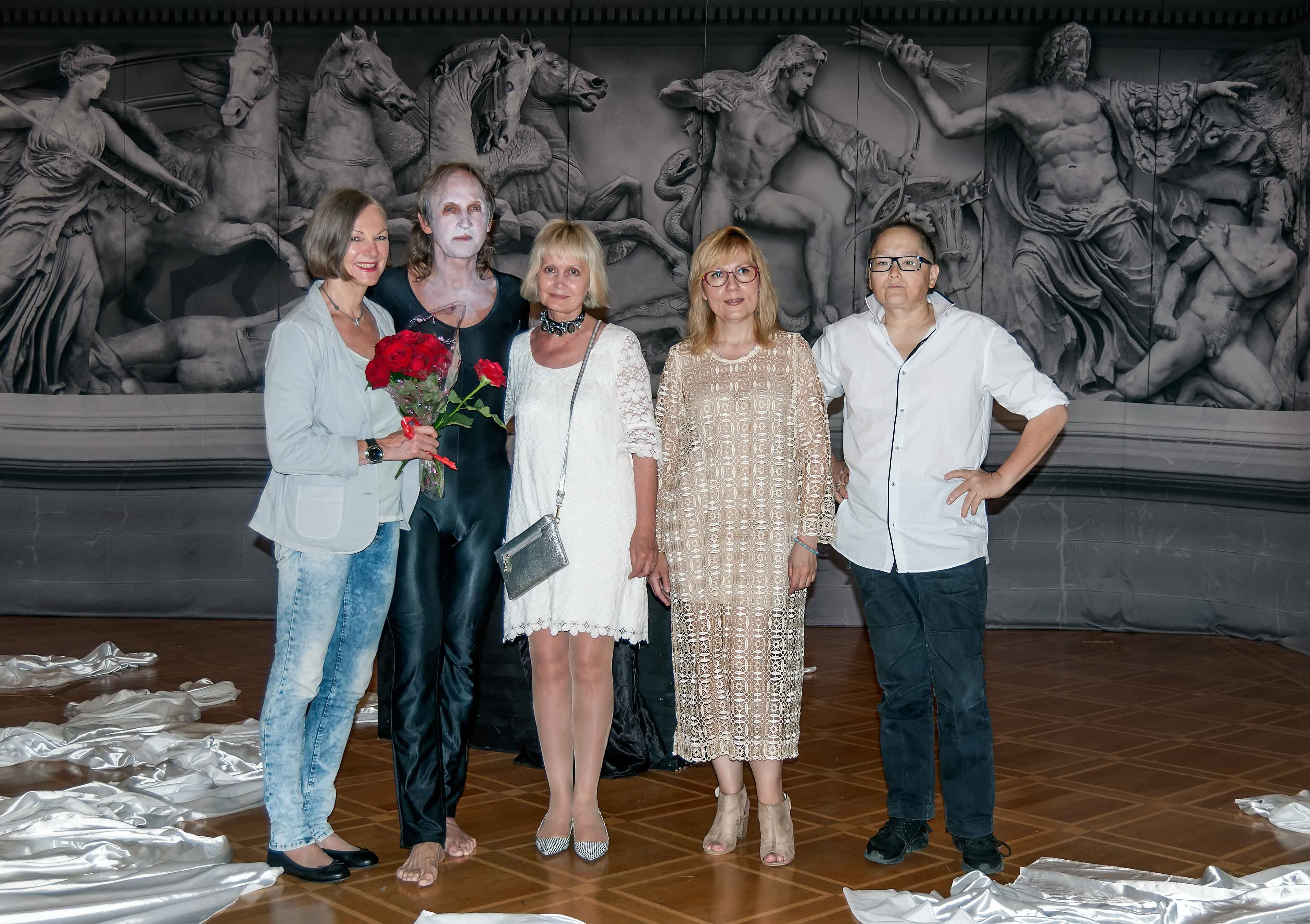
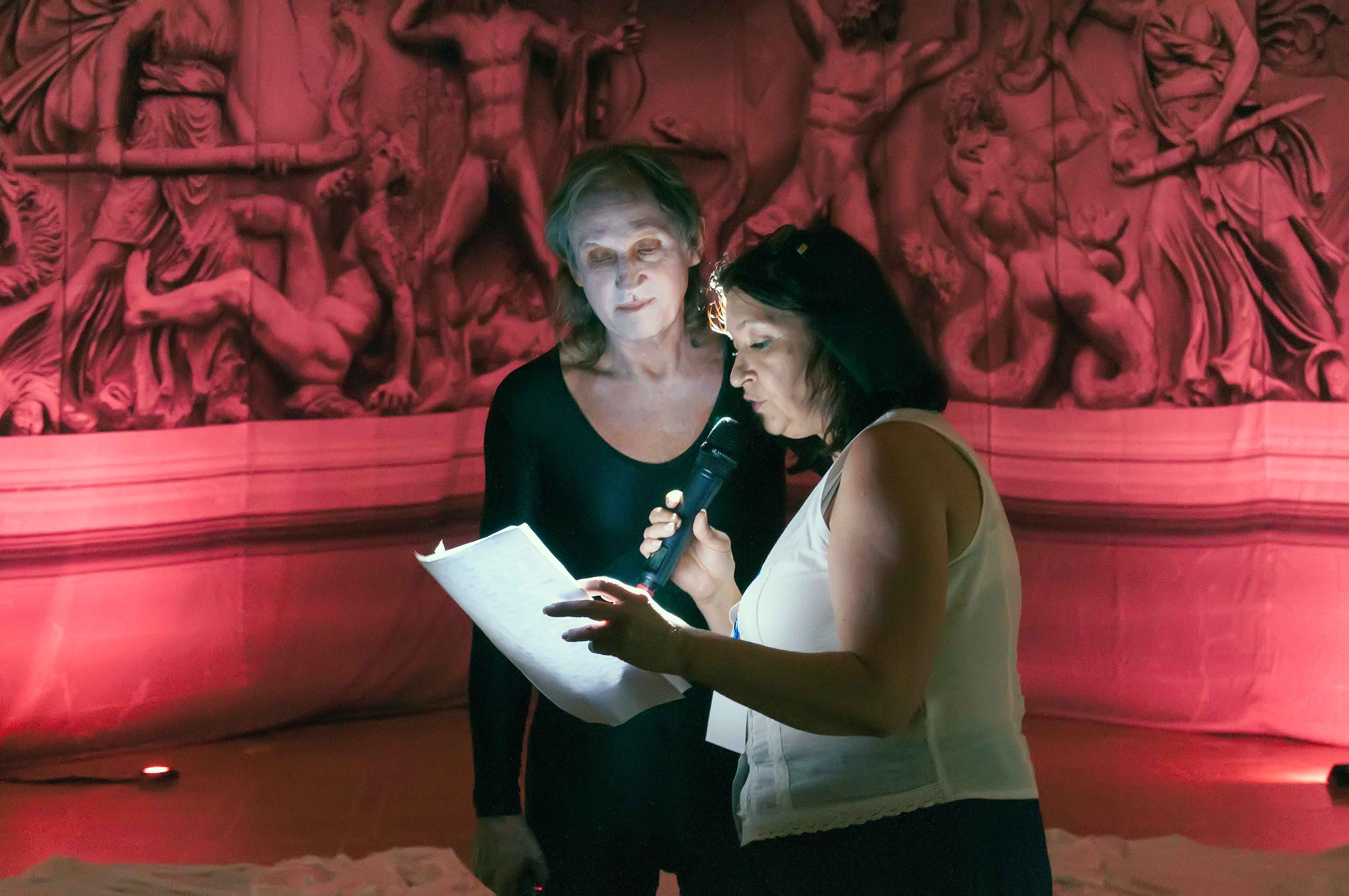
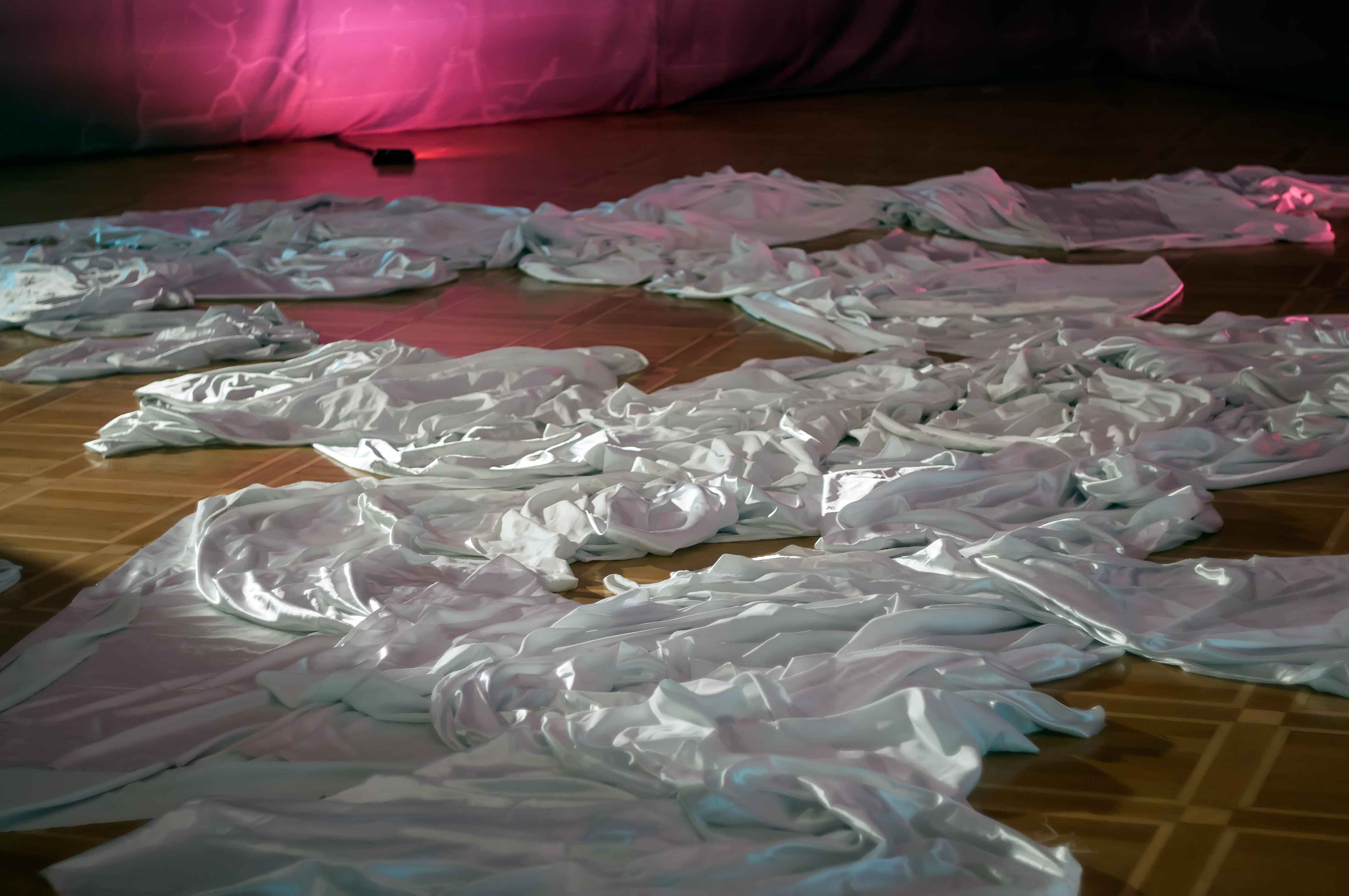

## Выставки проекта «Пергамон»
- «Вторая жизнь пергамского алтаря». — Москва, Государственный музей изобразительных искусств имени А. С. Пушкина, 2013
- «Тёмная сторона Пергамского алтаря». — Москва, Музей архитектуры имени А. В. Щусева, 2015[6]
- «Гиганты против богов». — Алушта, Центральный музей Тавриды, 2016 (В рамках Фестиваля фестивалей «ЛиФФт»)
- «Две жизни Пергамского алтаря». — Мюнхен, Музей для Классических Произведений, 2017—2018
- «Я — Пергамон». — Сочи, Сочинский художественный музей, 2018 (В рамках Фестиваля фестивалей «ЛиФФт»)[7]